# El reino olvidado
El reino olvidado es el octavo álbum de estudio de Rata Blanca, editado en 2008 por Tocka Discos.
Al igual que el disco anterior (La llave de la puerta secreta) fue grabado en los estudios La Nave de Oseberg de Buenos Aires, y fue producido por Walter Giardino.
La versión para coleccionistas del disco imita un libro antiguo, el cual al abrirlo posee una imagen con efecto 3D que simula la entrada al "reino olvidado". 
Dos semanas antes de salir a la venta, el álbum ya era disco de oro. La presentación se llevó a cabo en un local de la cadena Musimundo de la ciudad de Buenos Aires, donde los miembros de la banda realizaron una firma de autógrafos al momento de la entrega del nuevo material discográfico.
Entre las canciones más destacadas se pueden nombrar a la que da nombre al álbum: "El reino olvidado", y también a "El círculo de fuego", "Talismán" y "El Guardián de la luz".
En octubre de 2009 fue lanzada una versión en inglés del álbum, titulada The Forgotten Kingdom, con la presencia del cantante escocés Doogie White en las voces. 
Ambos discos fueron compilados en una edición compuesta de 2 CD, también publicada en 2009.

## Lista de canciones
| N.º | Título                        | Escritor(es)    | Duración |  |
| 1.  | «Las voces del mar (intro)»   | Walter Giardino | 1:52     |  |
| 2.  | «El reino olvidado»           | Walter Giardino | 5:37     |  |
| 3.  | «71-06 (Endorfina)»           | Walter Giardino | 4:09     |  |
| 4.  | «Talismán»                    | Walter Giardino | 5:16     |  |
| 5.  | «El círculo de fuego»         | Walter Giardino | 4:57     |  |
| 6.  | «Diario de una sombra»        | Walter Giardino | 4:22     |  |
| 7.  | «Madre tierra» (Instrumental) | Walter Giardino | 4:16     |  |
| 8.  | «El guardián de la luz»       | Walter Giardino | 6:10     |  |
| 9.  | «Un día más, un día menos»    | Walter Giardino | 5:46     |  |
| 10. | «No es nada fácil (ser vos)»  | Walter Giardino | 4:01     |  |
| 11. | «Si eres hijo del rock»       | Walter Giardino | 4:36     |  |
| 12. | «Cuando hoy es ayer»          | Walter Giardino | 4:14     |  |

## Personal
Rata Blanca
- Walter Giardino - Guitarras, letras
- Adrián Barilari - Voz
- Guillermo Sánchez - Bajo
- Fernando Scarcella - Batería, percusión
- Hugo Bistolfi - Teclados, sintetizadores

Con
- Nayla Scalia - Voz invitada en "Las voces del mar"

Técnicos
- Martín Toledo: Ingeniero de grabación y edición
- Walter Giardino / Martín Toledo: Mezcla
- Nicolás Rodríguez: Asistencia técnica
- Martín Gutiérrez: Asistencia técnica
- Gervasio Gigena: Asistencia en guitarras
- Gustavo González: Asistencia en baterías

Arte
- Claudio Aboy: Ilustraciones
- Bruno Mencia: Diseño gráfico, arte interior
- Mayra Cerbán: Medalla, packaging